# Papamoa
Papamoa est un des faubourgs de la ville de Tauranga dans la région de la baie de l'Abondance (ou Bay of Plenty) dans l'île du Nord de la Nouvelle-Zélande.

## Situation
C'est le plus grand et le plus peuplé des faubourgs de la ville de Tauranga, situé à 11 km du centre-ville.
Papamoa est une ville très étendue puisque, large de quelques centaines de mètres seulement, elle s'étend, le long de la côte, vers l'est, sur plusieurs kilomètres depuis Mount Maunganui jusqu'à la baie de Tauranga.
Papamoa, comme cette dernière est renommée comme centre de vacances, avec sa longue plage de sable et ses vagues propices au surf.

## Toponymie
La zone que l'on appelle couramment Papamoa est en réalité « Papamoa Beach ».
Papamoa au départ est un lieu situé plus à l'intérieur des terres, proche des collines. On divise généralement la ville en deux zones : Papamoa Est et Papamoa Ouest. La limite des quartiers est discutée ; il s'agirait pour certains de 'Domain Road', pour d'autres de 'Parton Road'.

## Population
C’est la banlieue la plus importante de la ville de Tauranga, avec une population de 20 091 résidents selon le recensement de 2013 en Nouvelle-Zélande.
Elle n'avait que 17 500 habitants lors du recensement de 2006.

## Histoire
Papamoa Beach possède 16 km de plage de sable blanc s’étendant des limites de Mount Maunganui à l’ouest jusqu’au fleuve Kaituna à l’est. L’extension du peuplement de cette zone ne commença pas avant le début des années 1980 car avant cela : ‘Papamoa Beach’ était une zone essentiellement rurale.
Autrefois, petite communauté aux mailles resserrées formée de nombreux petits enclos, « Papamoa Beach » a été englobé par le développement urbain.
Papamoa Beach est actuellement l’une des banlieues en croissance la plus rapide de Tauranga, avec de nombreuses subdivisions différentes, se développant de façon concurrente sur différents blocs de terres à la bordure de la banlieue.
En parlant de façon strictement géographique, "Papamoa" est situé tout près d’un lieu à l’intérieur en direction des collines de « Papamoa Hills », dans une zone couverte par le district du « Western Bay of Plenty District Council ».
Légalement 'Domain Road' sépare Papamoa Ouest de Papamoa Est, bien que pour de nombreux locaux, Papamoa Est débute sur le côté est de 'Parton Road'.
Papamoa Est (à partir de 'Parton Road') dans les années 1970 et surtout 1980 avait l'habitude d’être vue plus comme une zone alternative pour y vivre, un peu comme la Péninsule de Coromandel.
Papamoa Beach est renommée pour ses possibilités de pêche, de surf et ses lieux de retraite ou de vacances.
La population de Papamoa Beach (et de sa voisine Mount Maunganui) grossit de façon significative pendant les mois d’été.
En 2012, « Papamoa Beach » fut le lieu d’une tentative de record du monde de baignade nue.
Le 2 décembre 2012, 299 personnes allèrent nus dans l’eau à proximité du camp de camping de « Baywatch » dans Gisborne, qui hébergeait l’évènement.
Malgré la journée froide, un certain nombre de personnes attendaient nus pour battre le record précédent de baignade naturiste, établi sur la plage de Sumner, à Christchurch.
Le record échoua car le Guinness World Records exigeait, que tous les nageurs fussent dans l’eau au même moment pour faire une photo de groupe. Cette manifestation suivait une décision récente de la Cour, défendant le droit d’être nu en public pour des raisons de décence.

## Activités commerciales
Papamoa Beach a une importante zone de commerces située à l’ouest de Domain Road, contenant le centre commercial de Papamoa Plaza, ainsi qu’un certain nombre de magasins de détail comprenant le centre de Fashion Island situé au sud de Gravatt Road.
Il y a un petit secteur d’activités industrielles localisé à l’est de Parton Road.
La construction du Tauranga Eastern Link (en), qui fut terminée en 2016, a fourni de nombreux emplois dans le secteur.

## Éducation
Papamoa Beach a cinq écoles.
- Golden Sands School est une école publique contribuant au primaire (allant de l’année 1 à 6) avec un effectif de 594 élèves en mars 2019. L’école a ouvert en février 2011.
- Le collège de Papamoa (en) est une école publique d’état secondaire assurant de l’année 7 à 13 avec un effectif de 1 414 élèves en mars 2019. L’école a ouvert en février 2011.
- Papamoa School est une école publique contribuant au primaire (allant de l’année 1 à 6 avec un effectif de 626 élèves en mars 2019.
- Tahatai Coast School est une école publique primaire, complète, (allant de l’année 1 à 8), avec un effectif de 691 élèves en 2019. L’école a ouvert en 1996.
- Te Akau ki Papamoa Primary School est une école publique contribuant au primaire (allant de l’année 1 à 6) avec un effectif de 625 élèves en mars 2019. L’école a ouvert en 2000 pour tout le primaire (allant de l’année 1 à 8) mais les années 7 et 8 ont été retirée, quand le collège de « Papamoa College » a ouvert en 2011.

## Transports
Les transports publics dans le secteur de Papamoa Beach consistent seulement en un service de bus.
La banlieue est desservie par trois parcours à partir de « Bay Hopper » :
- le trajet Route 30 allant de (Mount Maunganui jusqu’à Papamoa),
- la Route 33 (allant de Tauranga à Papamoa via le Harbour Bridge (en)),
- et la Route 36 (Tauranga - Papamoa via Maungatapu Bridge (en))[3].

## Galerie

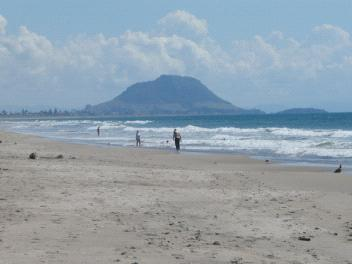
Mt Maunganui vu de Papamoa Beach.
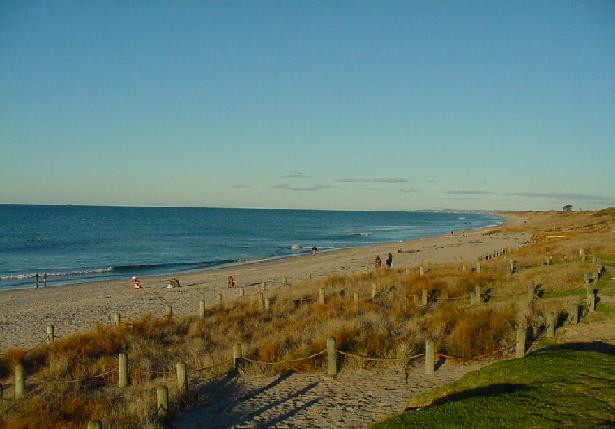
Papamoa Beach vu du domaine de « Papamoa Domain ».
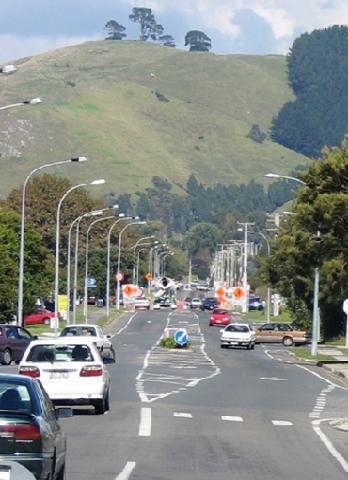
Les ‘Papamoa Hills’ à partir de ‘Domain Rd’.
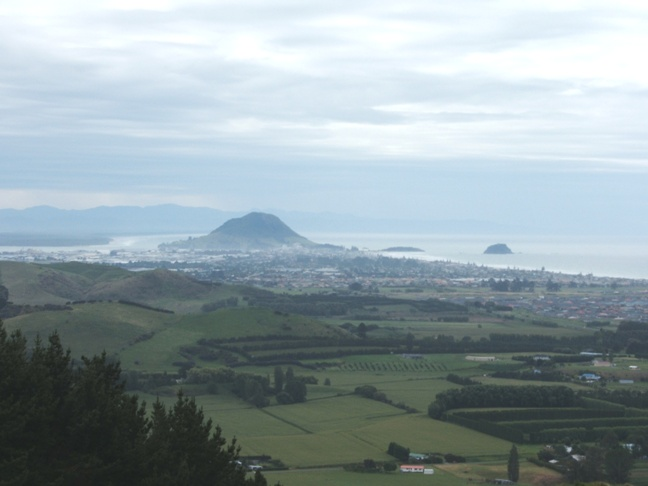
En regardant en direction de Mt Maunganui à partir de « Papamoa Hills ».
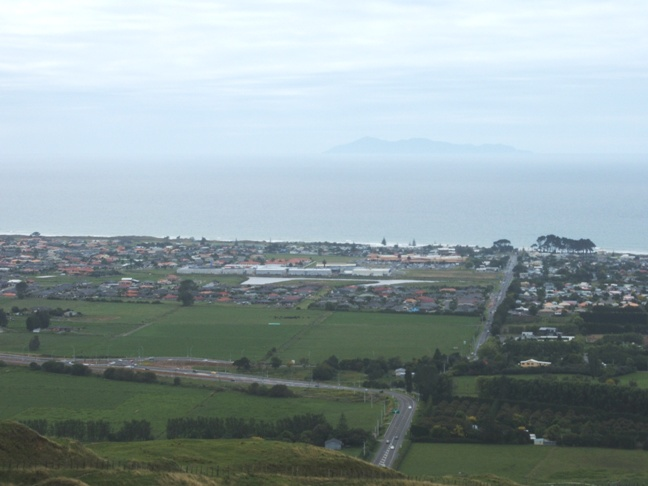
En regardant en direction de ‘Mayor Island’ en descendant vers ‘Domain Rd’ à partir de « Papamoa Hills ».
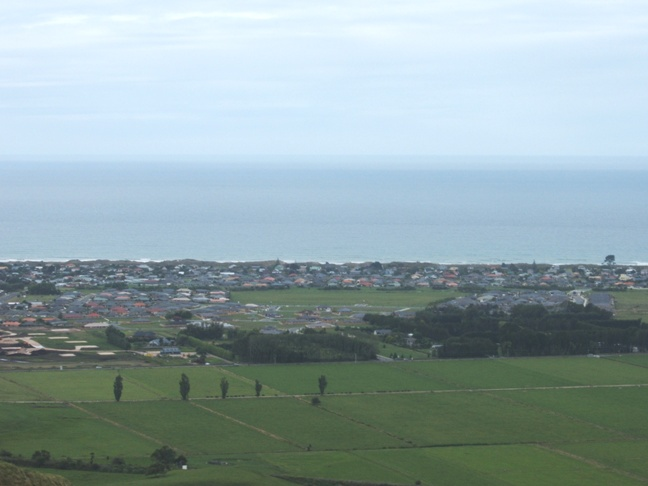
En regardant vers le bas Papamoa à partir du sommet de « Papamoa Hills ».
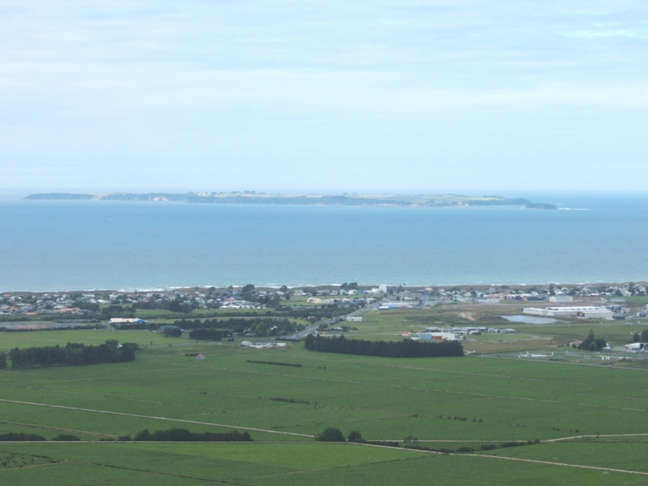
En regardant en direction de ‘Parton Rd’ et ‘Motiti Island’ à partir de « Papamoa Hills ».